# De bello dacico
De Bello Dacico (lat. pentru „Despre Războiul Dacic”) a fost o lucrare ce cuprindea însemnările împăratului Traian referitoare la campaniile duse împotriva dacilor. Titlul este o aluzie la De bello gallico, cronica războaielor purtate de romani pentru cucerirea Galiei, redactată de Caius Iulius Caesar. La nivelul cercetărilor actuale, lucrarea este considerată pierdută în totalitate; cercetările deja întreprinse acoperă majoritatea zonelor geografice unde lucrarea putea stârni interes.

## Ipoteze
Miza găsirii documentului era, dincolo de prezentarea desfășurării războaielor daco-romane, obținerea unor informații directe privitoare la cultura și civilizația dacică. Există un număr de studii privitoare la posibilele conținuturi ale lucrării, analizate în baza altor informații conexe, obținute din alte surse

## Rămășițe
O singură propoziție din lucrare a rămas în tratatul de gramatică latină al unui autor din secolul al VI-lea, numit Priscian. Pentru a exemplifica o regulă de limbă, se amintește un scurt citat din Traian. Propoziția face referire la drumul prin Banat al armatei romane, consemnat astfel: „De aici am mers la Berzobis, apoi la Aixis” (textul original este Inde Berzobim, diende Aixim processimus, iar referirea se face la cuplul de morfeme inde–deinde).